# Miguel Rosa
Miguel Alexandre Jesus Rosa (Lisboa, 13 de janeiro, 1989) é um futebolista de Portugal que atua como médio no CF Belenenses.
Proveniente das escolas de formação do Sport Lisboa e Benfica. Na época 2007/2008 foi inscrito também no plantel da equipa principal. Na época seguinte foi cedido a título de empréstimo ao Estoril Praia, e depois ao Carregado.
Em Julho de 2011, regressou ao SL Benfica após empréstimo ao CF Belenenses. Passado uma semana de treinos foi de novo emprestado ao CF Belenenses.
Na época de 2012-2013 integrou o plantel recém formado do SL Benfica B, mas nunca conseguiu ser opção para a equipa principal orientada por Jorge Jesus, apesar de ser considerado o MVP da 2ª Liga, mês após mês.
Não tendo convencido Jorge Jesus a integrar o plantel do SL Benfica na próxima época 2013-2014, é dado como certo a venda ao CF Belenenses.
Assinou um contrato de 5 anos com o CF Belenenses, o qual ainda é válido. O Camisa 7 do Restelo tornou-se numa das figuras principais dos azuis do Restelo, tendo realizado 122 jogos e marcado 21 golos após a sua compra definitiva.